# Ингуркелыхсос
Ингуркелыхсос (устар. Ингур-Келых-Сос) — река в России, в Советском районе Ханты-Мансийского автономного округа. Устье реки находится на 13-м км по правому берегу реки Ингур. Длина реки составляет 20 км.

## Данные водного реестра
По данным государственного водного реестра России относится к Нижнеобскому бассейновому округу, водохозяйственный участок реки — Северная Сосьва, речной подбассейн реки — Северная Сосьва. Речной бассейн реки — (Нижняя) Обь от впадения Иртыша.